# Kremena Kamenowa
Kremena Kamenowa (ur. 21 maja 1988 w Smolanie) – bułgarska siatkarka grająca na pozycji przyjmującej, reprezentantka kraju.

## Sukcesy klubowe
Puchar Bułgarii:
- 2009, 2018, 2021

Mistrzostwo Bułgarii:
- 2009, 2020, 2021

Mistrzostwo Azerbejdżanu:
- 2010, 2012

Puchar Challenge:
- 2012
- 2011, 2016

Puchar Rumunii:
- 2013

Mistrzostwo Rumunii:
- 2013
- 2015

Mistrzostwo Polski:
- 2017

## Sukcesy reprezentacyjne
Liga Europejska:
- 2010
- 2011